# 勝威旺
勝威旺 （Elegant Fashion）(1998~2018) 是一匹在香港受訓的純種賽駒，主要勝出賽事包括香港打吡大賽和香港盃預賽。勝威旺為首匹在改制後贏得打吡大賽的雌馬及繼1976年『確叻』之後第二匹雌馬贏得此項大賽冠軍，牠亦是首匹於沙田馬場勝出此項大賽的雌馬。

## 競賽生涯
勝威旺來港前為澳洲一級賽橡樹大賽亞軍，來港後一出即勝，其後更成為改制後首匹雌馬贏得打吡大賽冠軍。惟往後只能勝出香港盃預賽和主席錦標兩項二級賽。

勝威旺競賽生涯多次於一級賽中屈居亞軍，當中包括03年女皇盃（敗予榮進寶蹄）、03年遮打盃（敗予計得精彩）、04年香港金盃（敗予牛精福星）、04年女皇盃（敗予駿河）。而且，03年香港盃亦僅以第3名敗予兩匹同為多項一級賽盟主的外隊馬飛霸和發達蹄。
勝威旺也曾於2004年參與澳大利亞的覺士盾和東寶錦標，但兩場賽事均未能勝出。

## 子嗣
勝威旺退役後轉為配種，子嗣當中以父系「街頭口號」(Street Cry)的「星威人旺」(Star Fashion)成績最好，於南澳橡樹大賽取得亞軍。

## 外部連結
- 香港賽馬會 （页面存档备份，存于）